# Bunde chocoano
El bunde chocoano es un tipo de música folclórica de Colombia, específicamente del departamento del Chocó. Se trata de una danza cuya coreografía difiere del currulao a pesar de ser interpretado por los mismos instrumentos.
Como ritmo musical ancestral y propio de los nativos de América está muy extendido entre las comunidades nativas como Catios y Embera, descendientes directos de la cultura indígena americana conocida como Tumaco. Los afrocolombianos la aprendieron de los nativos americanos cuando como esclavos negros durante la Colonia escapaban y se refugiaban en regiones apartadas y eran recibidos con hospitalidad por los nativos americanos del litoral pacífico. Tiene carácter de canción lúdica y difiere, en grado menor, de la forma de canto empleado en los velorios de los niños. En este sentido es una expresión de los ritos fúnebres y, a la vez, una forma de canto inserto en el ámbito de las rondas y juegos infantiles que ejecutan los chiquillos en el patio de la casa mientras los adultos se ocupan del rito mortuorio propiamente dicho.
En la interpretación del bunde se emplean únicamente los tambores, que registran una métrica pausada. Los cantos, en coro, se alternan con los toques del tambor en aquellas ocasiones en que se trata de una celebración; en caso contrario, las voces no intervienen. Numerosas canciones del repertorio del litoral, que son cantos de folclor lúdico o rondas de juego, se bautizan con el nombre de bundes, tales como "El chocolate", "El punto", "El trapicherito", "El florón", "El pelusa", "Jugar con mi tía", "Adiós tía Coti" y "El laurel". El bunde es denominado también "canto llamador".